# Ортес, Джаммария
Джаммария Ортес (лат. Abbé Giovanni Maria Ortes; 1713—1790) — венецианский экономист, философ, математик, композитор.

## Биография
Джаммария Ортес принадлежал к ордену камальдулов, много путешествовал во Франции и Англии. 

## Вклад в науку
По мнению Адама Фергюсона Ортес первый кто использовал термин «экономика» для науки. 
Ортес указал на удвоения численности населения за 30-летний отрезок времени. 
А Карл Маркс считал его один из крупных экономистов XVIII века, оригинальным и остроумным автором. В своём труде «Капитал» он цитирует Ортеса: «Экономическое добро и экономическое зло у всякой нации постоянно взаимно уравновешиваются, изобилие благ для одних всегда так велико, как недостаток благ для других. Большое богатство немногих всегда сопровождается абсолютным ограблением необходимого у несравненно большего количества других. Богатство нации соответствует её населению, а нищета её соответствует её богатству. Трудолюбие одних вынуждает праздность других. Бедные и праздные — необходимый плод богатых и деятельных» и т.д.».
Систематический трактат Ортеса «Economia Nazionale» (Неаполь, 1774, и в «Collezione Custodi», тт. XXI, XXII и XXIII) и «Riflessioni sulla popolazione per rapporto all’economia nazionale» (1790, в той же коллекции, т. XXIV) навсегда вошёл в историю мальтузианской теории народонаселения. Он рассматривал фактор, ограничивающий размеры совокупного производства, давая оценку состояния экономики. Это и позволяет отнести труд Ортеса к мальтузианской теории. Шумпетер И.А., отзываясь о работах Ортеса, указывал, что критиков и историков озадачивают атаки Ортеса на «меркантилистское смешение» денег с богатством и его фритредерские взгляды. Отсюда — традиция относиться к нему с недоверием и одновременно с восхищением.
Ортес — один из предшественников новейшей политической экономии. В его «Riflessioni», изданных за несколько лет до «Essay» Мальтуса, встречается точная и подробно разработанная теория геометрической прогрессии в росте населения. Ортес — сторонник развития торговли и стоит за свободу ее; деньги не составляют богатства, они — лишь знак: настоящее богатство — вымениваемые и потребляемые блага. В «Calcolo sopra il valore delle opinioni umani» Ортес пользуется математическими формулами и изобретает графические схемы для разрешения чисто-моральных проблем.